# 1920년 전국체육대회

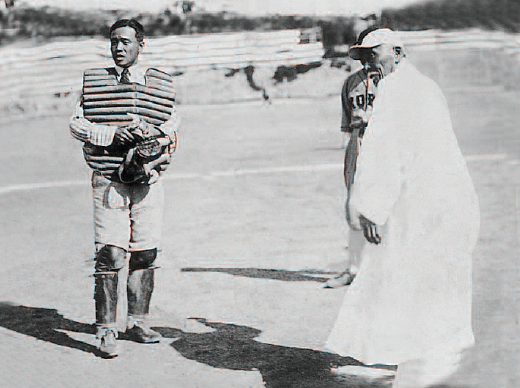
개회식에서 이상재(우측)가 시구를 하는 모습

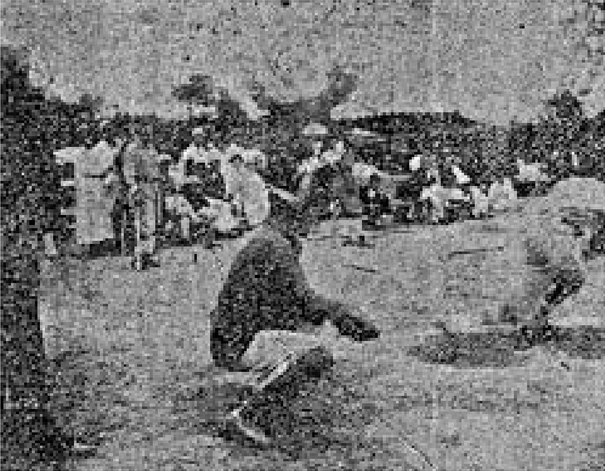
배재고등보통학교 야구단과 중앙고등보통학교 야구단 간의 경기 장면

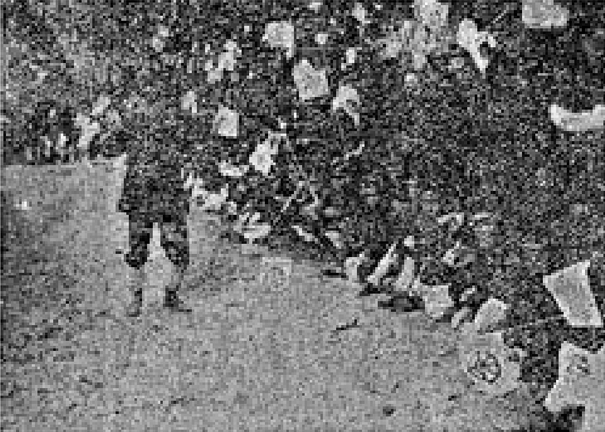
중앙고등보통학교 학생 관중이 응원하는 모습

1920년 전국체육대회는 1920년 11월 4일부터 11월 6일까지 일제강점기 조선 경기도 경성부에서 개최된 전국체육대회이다. 1920년 7월 13일에 발족한 조선체육회의 첫 행사로, 배재고등보통학교 운동장에서 '제1회 전조선야구대회'를 개최했다. 광복 후 대한체육회는 조선체육회의 창립 정신과 전통을 이어받는다는 뜻에서 제1회 전조선야구대회를 전국체육대회의 기원으로 삼아, 이 대회를 제1회 전국체육대회로 인정하여 오늘날까지 전국체육대회가 개최되고 있다. 단일 종목으로 개최되었으며 종목은 야구이다.

## 대회 준비
조선체육회는 1920년 6월 16일에 열린 발기를 위한 준비 모임을 거쳐 1920년 7월 13일에 창립되었다. 조선체육회 창립을 주도했던 인물들 중 야구인이 많았고, 조선체육회가 1915년 일본 오사카시에서 개최된 전일본중등학교야구대회에 사용한 야구 경기 규칙, 대회 운영 요강, 경기기록부 등을 가지고 있었기 때문에 이 자료들을 참고하여 야구 대회를 개최할 수 있을 것으로 판단하여, 창립 후 가장 첫 대회를 야구 대회로 준비했다. 대회 준비와 체육회 운영을 위해 조선체육회 간부들이 돈을 내놓고 사회의 주요 인물, 기업, 상점으로부터 기부를 받았다.
조선체육회는 3·1 운동이 발생하기 전까지 야구 경기가 자주 열렸던 훈련원에 있는 광장은 공사가 진행 중이기 때문에 이용할 수 없어 당시 야구 경기를 개최하기에 가장 적합했던 경기장이었던 용산철도국 야구장을 비롯하여 경성중학 운동장, 배재고등보통학교 운동장 등 대회에 사용할 경기장을 물색했다. 배재고등보통학교에서 운동장을 이용할 수 있도록 내줘 조선체육회는 배재고등보통학교 운동장에서 제1회 전조선야구대회를 개최하기로 결정했다.
대회를 개최하기 전 경기 입장료를 받는지에 대해 조선체육회 내부에서 의견이 갈렸다. 입장료를 받으면 안 된다는 이사진과 학교 관계자의 의견이 많았지만, 조선체육회의 유지 및 운영을 기부에만 의존할 수 없으며, 체육회의 원만한 유지와 운영을 위해서는 입장료를 받을 필요가 있다는 주장이 받아들여져 경기 입장료를 성인 10전, 어린이 5전으로 책정했다. 대회 수입은 예상보다 많은 약 200원 정도에 이르렀다.

## 대회 진행
1920년 전국체육대회는 야구 종목만 진행되었으며, 1920년 11월 4일부터 11월 6일까지 배재고등보통학교 운동장에서 2개 세부 종목으로 개최되었다. 개회사는 조선체육회 이사장인 고원훈이 했고, 신홍우, 이원용, 현홍운이 심판을 맡아 대회가 진행되었다. 야구 중학부 종목은 1920년 11월 4일 오전 9시부터 예선 경기가 시작되고 같은 날 오후에 결승 경기가 진행되었고, 야구 청년부 종목은 1920년 11월 5일 오후 1시에 예선 경기가 열리고 1920년 11월 6일 오후 1시에 결승 경기가 진행되었다. 대회 방식은 싱글 엘리미네이션 토너먼트 방식으로 진행되었고, 미리 대진표를 정하지 않고 예선 경기 후 추첨을 통해 다음 라운드 대진이 정해지는 방식으로 진행되었다.
야구 중학부는 경신학교 야구단, 배재고등보통학교 야구단, 보성고등보통학교 야구단, 중앙고등보통학교 야구단, 휘문고등보통학교 야구단 등 5개 선수단이 참가했으며, 야구 청년부는 경신구락부 야구단, 배재구락부 야구단, 삼한구락부 야구단, 중앙청년회 야구단, 천도교청년회 야구단 등 5개 선수단이 참가했다. 야구 중학부에서는 배재고등학교가 우승했고, 야구 청년부에서는 배재구락부가 우승했다. 그런데 대회 이후 오늘날까지 발간된 자료에서 일부 경기 기록은 대회 당시에 언론에 보도된 경기 결과와 일부 차이가 있다. 대회 당시 《매일신보》의 보도에 따르면, 야구 중학부에서는 배재고등보통학교가 결승에서 중앙고등보통학교를 상대로 2:1로 이기며 우승하고, 야구 청년부에서는 배재구락부가 결승에서 천도교청년회를 이겨 우승을 달성했다. 대회 이후 대한체육회에서 발간한 《대한체육회 50년》, 《대한체육회 70년사》, 《대한체육회 90년사》와 대한야구협회가 발간한 《한국야구사》에 따르면, 야구 중학부에서는 배재고등보통학교가 경신학교를 결승에서 4:2로 이겨 우승하고, 야구 청년부에서는 결승에서 배재구락부가 경신구락부를 이기고 우승했다.

## 대회 이후
이 대회에서 야구 청년부에서 우승한 선수단인 배재구락부에 청년단 야구대회 우승기를 수여했다. 이 우승기는 상단 부분에 '청년단야구대회'(靑年團野球大會)가, 하단 부분에는 주최 단체인 '조선체육회'(朝鮮體育會)가 새겨져 있고 중앙에는 월계수와 우승을 상징하는 '우'(優)가 새겨져 있는 형태였다. 이 우승기는 가장 첫 전국체육대회에서 우승한 선수단에게 수여된 우승기로, 대한민국의 근대 체육사에 의미있는 우승기라는 점이 인정되어 2012년에 대한민국 문화재청이 이 우승기를 등록문화재로 지정했다.
2019년 10월 10일, 서울특별시청은 제1회 전국체육대회의 역사적 의미를 기리기 위해, 이 대회가 열렸던 배재고등보통학교 운동장 터에 표지석을 설치하고 제막식을 열었다.

## 경기장
| 종목 | 경기장                  | 도시 | 부문   | 세부 종목 | 비고 |
| ---- | ----------------------- | ---- | ------ | --------- | ---- |
| 야구 | 배재고등보통학교 운동장 | 경성 | 전부문 | 전종목    |      |

## 선수단
| 선수단 | 선수 | 임원 | 야구 | 야구 | 비고 |
| 선수단 | 선수 | 임원 | 청년 | 중학 | 비고 |
| ------ | ---- | ---- | ---- | ---- | ---- |
| 경기도 |      |      | •    | •    |      |
| 계     |      |      | 1    | 1    |      |
| 계     | 1    |      |      |      |      |

## 대회 일정
|  | 개막식 |  | 종목 경기 |  | 결선 경기 |  | 폐막식 |

| 1920년          | 1920년          | 11월 | 11월 | 11월 | 종목 합계 | 종목 합계 |
| 1920년          | 1920년          | 4일  | 5일  | 6일  | 종목 합계 | 종목 합계 |
| --------------- | --------------- | ---- | ---- | ---- | --------- | --------- |
| 개막식 / 폐막식 | 개막식 / 폐막식 | •    |      | •    |           |           |
| 야구            | 청년부          |      |      | 1    | 1         | 2         |
| 야구            | 중학부          | 1    |      |      | 1         | 2         |
| 일일 합계       | 일일 합계       | 1    | 0    | 1    | 총계      | 총계      |
| 누적 합계       | 누적 합계       | 1    | 1    | 2    | 2         | 2         |

## 야구

### 야구단
| 부문        | 야구단                         | 도시 | 첫 참가 | 횟수 | 비고 |
| ----------- | ------------------------------ | ---- | ------- | ---- | ---- |
| 청년부 남자 | 경신구락부 야구단 (경기)       | 경성 | 1920    | 1    |      |
| 청년부 남자 | 배재구락부 야구단 (경기)       | 경성 | 1920    | 1    |      |
| 청년부 남자 | 삼한구락부 야구단 (경기)       | 경성 | 1920    | 1    |      |
| 청년부 남자 | 중앙청년회 야구단 (경기)       | 경성 | 1920    | 1    |      |
| 청년부 남자 | 천도교청년회 야구단 (경기)     | 경성 | 1920    | 1    |      |
|             |                                |      |         |      |      |
| 중학부 남자 | 경신학교 야구단 (경기)         | 경성 | 1920    | 1    |      |
| 중학부 남자 | 배재고등보통학교 야구단 (경기) | 경성 | 1920    | 1    |      |
| 중학부 남자 | 보성고등보통학교 야구단 (경기) | 경성 | 1920    | 1    |      |
| 중학부 남자 | 중앙고등보통학교 야구단 (경기) | 경성 | 1920    | 1    |      |
| 중학부 남자 | 휘문고등보통학교 야구단 (경기) | 경성 | 1920    | 1    |      |

### 청년부
|  | 1라운드                    | 1라운드                    |                            |   | 준결승 | 준결승 |  |  | 결승 | 결승 |
|  |                            |                            |                            |   |        |        |  |  |      |      |
|  | 11월 5일 - 경성            |                            |                            |   |        |        |  |  |      |      |
|  |                            |                            |                            |   |        |        |  |  |      |      |
|  | 배재구락부 야구단 (경기)   | 12                         |                            |   |        |        |  |  |      |      |
|  | 배재구락부 야구단 (경기)   | 12                         | 11월 6일 - 경성            |   |        |        |  |  |      |      |
|  | 중앙청년회 야구단 (경기)   | 2                          |                            |   |        |        |  |  |      |      |
|  | 중앙청년회 야구단 (경기)   | 2                          | 배재구락부 야구단 (경기)   | 4 |        |        |  |  |      |      |
|  |                            |                            | 배재구락부 야구단 (경기)   | 4 |        |        |  |  |      |      |
|  |                            |                            | 삼한구락부 야구단 (경기)   | 0 |        |        |  |  |      |      |
|  |                            |                            | 삼한구락부 야구단 (경기)   | 0 |        |        |  |  |      |      |
|  |                            |                            | 11월 6일 - 경성            |   |        |        |  |  |      |      |
|  |                            |                            |                            |   |        |        |  |  |      |      |
|  | 배재구락부 야구단 (경기)   | 승                         |                            |   |        |        |  |  |      |      |
|  | 배재구락부 야구단 (경기)   | 승                         | 11월 5일 - 경성            |   |        |        |  |  |      |      |
|  |                            | 천도교청년회 야구단 (경기) | 패                         |   |        |        |  |  |      |      |
|  | 천도교청년회 야구단 (경기) | 천도교청년회 야구단 (경기) | 패                         | 4 |        |        |  |  |      |      |
|  | 천도교청년회 야구단 (경기) |                            |                            | 4 |        |        |  |  |      |      |
|  | 경신구락부 야구단 (경기)   | 0                          |                            |   |        |        |  |  |      |      |
|  | 경신구락부 야구단 (경기)   | 0                          | 천도교청년회 야구단 (경기) |   |        |        |  |  |      |      |
|  |                            |                            |                            |   |        |        |  |  |      |      |
|  |                            |                            | 부전승                     |   |        |        |  |  |      |      |
|  |                            |                            |                            |   |        |        |  |  |      |      |
|  |                            |                            |                            |   |        |        |  |  |      |      |
|  |                            |                            |                            |   |        |        |  |  |      |      |
|  |                            |                            |                            |   |        |        |  |  |      |      |

대회 당시 《매일신보》의 보도에 따르면, 1920년 11월 5일 13시경 시구식을 마친 뒤 진행된 천도교청년회 야구단과 경신구락부 야구단의 예선 경기는 천도교청년회 야구단이 4:0으로 이겼고, 뒤이어 진행된 배재구락부 야구단과 중앙청년회 야구단의 경기에서는 배재구락부 야구단이 12:5로 승리했다. 1920년 11월 6일에 진행된 삼한구락부 야구단과 배재구락부 야구단의 경기에서 배재구락부 야구단이 4:0으로 승리했다. 1920년 11월 6일 15시 30분경에 진행된 결승 경기에서 배재구락부 야구단이 천도교청년회 야구단을 이기며 우승을 차지했다.
한편, 대회 이후 대한체육회에서 발간한 《대한체육회 50년》, 《대한체육회 70년사》, 《대한체육회 90년사》와 대한야구협회가 발간한 《한국야구사》에 따르면, 1회전에서 경신구락부 야구단이 천도교청년회 야구단을 상대로 4:0으로 승리하고, 배재구락부 야구단이 중앙청년회 야구단을 상대로 12:0으로 승리한 후, 2회전에서 배재구락부 야구단이 삼한구락부 야구단을 상대로 4:0로 승리한 것으로 기록되어 있다. 그리고 결승에서 배재구락부 야구단이 경신구락부 야구단을 이기며 우승을 달성한 것으로 기록되어 있다. 이에 대하여 대한체육회가 발간한 《대한민국 체육 100년》에서는 대회 당시 《매일신보》가 보도한 경기 결과와 이후 발간된 자료의 차이점을 명시하고, 대회 이후 발간된 각종 자료에 일부 오류가 발견되었다고 지적했다.

### 중학부
|  | 1라운드                        | 1라운드                        |                                |    | 준결승 | 준결승 |  |  | 결승 | 결승 |
|  |                                |                                |                                |    |        |        |  |  |      |      |
|  |                                |                                |                                |    |        |        |  |  |      |      |
|  |                                |                                |                                |    |        |        |  |  |      |      |
|  |                                |                                |                                |    |        |        |  |  |      |      |
|  | 11월 4일 - 경성                |                                |                                |    |        |        |  |  |      |      |
|  |                                |                                |                                |    |        |        |  |  |      |      |
|  | 배재고등보통학교 야구단 (경기) | 승                             |                                |    |        |        |  |  |      |      |
|  | 배재고등보통학교 야구단 (경기) | 승                             | 11월 4일 - 경성                |    |        |        |  |  |      |      |
|  |                                |                                | 경신학교 야구단 (경기)         | 패 |        |        |  |  |      |      |
|  | 경신학교 야구단 (경기)         | 14                             | 경신학교 야구단 (경기)         | 패 |        |        |  |  |      |      |
|  | 경신학교 야구단 (경기)         | 14                             | 11월 4일 - 경성                |    |        |        |  |  |      |      |
|  | 휘문고등보통학교 야구단 (경기) | 11                             |                                |    |        |        |  |  |      |      |
|  | 휘문고등보통학교 야구단 (경기) | 11                             | 배재고등보통학교 야구단 (경기) | 2  |        |        |  |  |      |      |
|  | 11월 4일 - 경성                |                                | 배재고등보통학교 야구단 (경기) | 2  |        |        |  |  |      |      |
|  |                                | 중앙고등보통학교 야구단 (경기) | 1                              |    |        |        |  |  |      |      |
|  | 중앙고등보통학교 야구단 (경기) | 중앙고등보통학교 야구단 (경기) | 1                              | 14 |        |        |  |  |      |      |
|  | 중앙고등보통학교 야구단 (경기) |                                |                                | 14 |        |        |  |  |      |      |
|  | 보성고등보통학교 야구단 (경기) | 2                              |                                |    |        |        |  |  |      |      |
|  | 보성고등보통학교 야구단 (경기) | 2                              | 중앙고등보통학교 야구단 (경기) |    |        |        |  |  |      |      |
|  |                                |                                |                                |    |        |        |  |  |      |      |
|  |                                |                                | 부전승                         |    |        |        |  |  |      |      |
|  |                                |                                |                                |    |        |        |  |  |      |      |
|  |                                |                                |                                |    |        |        |  |  |      |      |
|  |                                |                                |                                |    |        |        |  |  |      |      |
|  |                                |                                |                                |    |        |        |  |  |      |      |

대회 당시 《매일신보》의 보도에 따르면, 1회전에서 경신학교 야구단과 휘문고등보통학교 야구단 간의 경기는 1920년 11월 4일 9시 30분경 시작되어 11시 10분경에 경기가 종료되었는데, 이 경기에서 경신학교 야구단이 14:11로 승리하여 다음 라운드로 진출했다. 중앙고등보통학교 야구단과 보성고등보통학교 야구단의 1회전 경기는 14:2로 중앙고등보통학교 야구단이 승리하며 5회만에 경기가 진행되었다. 부전승으로 2회전에 진출한 배재고등보통학교 야구단은 1회전에서 승리한 팀 중 추첨을 통해 결정된 경신학교 야구단을 상대로 승리하여 결승에 진출했다. 16시에 시작된 배재고등보통학교 야구단과 중앙고등보통학교 야구단의 결승 경기에서, 6회 말에 중앙고등보통학교가 1점을 선취 득점하였고, 8회 초에 배재고등보통학교가 1점을 득점하여 만회한 후 9회 초에 1점 추가 득점하면서, 2:1로 배재고등보통학교 야구단이 우승을 차지했다.
한편, 대회 이후 대한체육회에서 발간한 《대한체육회 50년》, 《대한체육회 70년사》, 《대한체육회 90년사》와 대한야구협회가 발간한 《한국야구사》에 따르면, 1회전에서 경신학교 야구단이 휘문고등보통학교 야구단을 상대로 14:11로 승리하고, 중앙고등보통학교 야구단이 보성고등보통학교 야구단을 상대로 12:0으로 승리한 후, 2회전에서 배재고등보통학교 야구단이 중앙고등보통학교 야구단을 상대로 2:1로 승리한 것으로 기록되어 있다. 그리고 결승에서 배재고등보통학교 야구단이 경신학교 야구단을 상대로 4:2로 이기며 우승을 달성한 것으로 기록되어 있다. 이에 대하여 대한체육회가 발간한 《대한민국 체육 100년》에서는 대회 당시 《매일신보》가 보도한 경기 결과와 이후 발간된 자료의 차이점을 명시하고, 대회 이후 발간된 각종 자료에 일부 오류가 발견되었다고 지적했다.

## 메달 집계

### 최종 순위
| 순위 | 선수단 | 금메달 | 은메달 | 동메달 | 메달 합계 |
| ---- | ------ | ------ | ------ | ------ | --------- |
| 1    | 경기도 | 2      | 2      | 2      | 6         |
| 합계 | 합계   | 2      | 2      | 2      | 6         |

### 청년부 메달 집계
| 순위 | 선수단 | 금메달 | 은메달 | 동메달 | 메달 합계 |
| ---- | ------ | ------ | ------ | ------ | --------- |
| 1    | 경기도 | 1      | 1      | 1      | 3         |
| 합계 | 합계   | 1      | 1      | 1      | 3         |

### 중학부 메달 집계
| 순위 | 선수단 | 금메달 | 은메달 | 동메달 | 메달 합계 |
| ---- | ------ | ------ | ------ | ------ | --------- |
| 1    | 경기도 | 1      | 1      | 1      | 3         |
| 합계 | 합계   | 1      | 1      | 1      | 3         |

### 메달 수상자
| 종목        | 금                             | 은                             | 동                       |
| ----------- | ------------------------------ | ------------------------------ | ------------------------ |
| 청년부 남자 | 배재구락부 야구단 (경기)       | 천도교청년회 야구단 (경기)     | 삼한구락부 야구단 (경기) |
|             |                                |                                |                          |
| 중학부 남자 | 배재고등보통학교 야구단 (경기) | 중앙고등보통학교 야구단 (경기) | 경신학교 야구단 (경기)   |

## 참고 문헌
- “대한체육회 국내종합경기대회”. 대한체육회.
- “제1회 전국체육대회”. 대한체육회.
- “제1회 전국체육대회 경기 결과”. 대한체육회.
- “제1회 전국체육대회 야구 청년부 경기 결과”. 대한체육회.
- “제1회 전국체육대회 야구 청년부 남자 경기 결과”. 대한체육회.
- “제1회 전국체육대회 야구 중학부 경기 결과”. 대한체육회.
- “제1회 전국체육대회 야구 중학부 남자 경기 결과”. 대한체육회.
- 《대한체육회 50년》. 대한체육회. 1970. 2020년 11월 8일에 원본 문서에서 보존된 문서. 2022년 11월 5일에 확인함.
- 《대한체육회 70년사》. 대한체육회. 1990. 2020년 11월 8일에 원본 문서에서 보존된 문서. 2022년 11월 5일에 확인함.
- 《대한체육회 90년사》. 대한체육회. 2011. 2020년 11월 8일에 원본 문서에서 보존된 문서. 2022년 11월 5일에 확인함.
- 대한체육회 100주년 기념사업부 (2020). 《대한민국 체육 100년》. 대한체육회. 2023년 9월 21일에 원본 문서에서 보존된 문서. 2022년 11월 5일에 확인함.
- 《한국야구사》. 대한야구협회. 1999.
- 홍순일 (2013). 《한국 야구사 연표》 (PDF). 한국야구위원회. 2024년 7월 6일에 원본 문서 (PDF)에서 보존된 문서. 2023년 4월 25일에 확인함.
- “제1회 전국체육대회 야구 청년부 경기 결과”. 대한체육회.
- “제1회 전국체육대회 야구 중학부 경기 결과”. 대한체육회.
- “全鮮 第一回 야구대회: 활발한 각 선수 意氣衝天, 미려한 우승기와 본사의 은메달은 培材軍에 천지를 진동하게 하는 각처의 응원 소리는 실로 야구전이 생긴 이래에 조선인간에는 신기록, 本社 前에서 행진곡을 하며 賀禮를 표한 培材軍”. 매일신보. 1920년 11월 6일.
- “大競技開始: 선명한 校旗下에 대응원, 활발한 각 학교 학생의 기상들”. 매일신보. 1920년 11월 6일.
- “敬新校 승리: 數千群重 歡呼聲裡, 십사대 십일로 승리를 해”. 매일신보. 1920년 11월 6일.
- “조선 유사 이래의 첫 야구대회, (상) 중앙학생의 응원 광경, (하) 배재 중앙팀의 경쟁”. 매일신보. 1920년 11월 6일.
- “培材軍에 참패를 당한 中央學生의 痛哭, 유량한 음악소리에 우승기 수여식이 시작되었을 제 패전한 중앙학교군의 가슴은 여지없이 찢어졌을 듯”. 매일신보. 1920년 11월 6일.
- “各俱樂部 예선경쟁, 어느 때던지 배재가 대승, 천도교청년회도 승리해, 第二日의 野球狀況”. 매일신보. 1920년 11월 7일.
- “最終日되는 野球大戰 培材軍 全勝, 처음서부터 끝날까지 우세한 배재군은 모든 대적을 쳐버리고 의기양양히 승전해, 敗戰軍은 意氣狙喪”. 매일신보. 1920년 11월 9일.
- “天地를 진동한 應援聲, 천도교측이 또 패전했다”. 매일신보. 1920년 11월 9일.
- “本社前에서 플레이, 우승기 타고 자동차 타고”. 매일신보. 1920년 11월 9일.